# Vlag van Érezée
De vlag van Érezée is op 17 maart 1981 bij raadsbesluit vastgesteld als de vlag van de gemeente Érezée in de Belgische provincie Luxemburg. De vlag kan als volgt worden beschreven:
Gevierendeeld 1. blauw 2. geel 3. wit 4. zwart
De vlag werd pas op 18 december 1991 bevestigd door de Franse Gemeenschapsregering. De kleuren zijn afkomstig van het gemeentewapen.